# Gilbert Imlay
Gilbert Imlay (9 de febrero de 1754-20 de noviembre de 1828) fue oficial en la Guerra de Independencia de los Estados Unidos, hombre de negocios y escritor. Tuvo una breve relación sentimental con Mary Wollstonecraft, como resultado de la cual tuvieron una hija, Fanny Imlay.
Después de la Guerra de la Independencia, Imlay se estableció en Kentucky donde escribió A Topographical Description of the Western Territory of North America (que podría traducirse como "descripción topográfica del territorio occidental de América del Norte"). Fue finalmente publicado en Londres en 1792. También probó a escribir novelas, publicando en 1793 The Emigrants. Imlay dejó los Estados Unidos en 1786 para ir a Londres, donde se convirtió en especulador y comerciante. En 1793, durante la Revolución francesa, fue un representante diplomático de los Estados Unidos en Francia mientras al mismo tiempo perseguía sus propios intereses económicos. Por aquel entonces los británicos bloqueaban los puertos franceses y él sacó provecho saltándose ese bloqueo. Cuando en 1794 sus negocios y su relación con Wollstonecraft finalizaron, volvió a Inglaterra.
- Datos: Q1371964